# Gomesende
Gomesende es un lugar y municipio español de la provincia de Orense. Pertenece a la Comarca de Tierra de Celanova

## Historia
El territorio fue zona de realengo a lo largo de toda la Edad Media. Asimismo, se conserva una amplia variedad de nombres germánicos (suevos). Algunas aldeas fueron donadas a señores laicos con el tiempo, como los Puga, que tenían el patronato de la iglesia de Poulo, donde se conservan escudos y una tumba perteneciente a este linaje orensano; de hecho, Poulo parece ser la "joya de la corona" de la casa Puga de Meréns debido a que es la iglesia de mayor calidad artística de los tres pueblos que tenían (Meréns, Louredo y Poulo, ambos pueblos anteriores con pobres capillas). La franja formada por estos pueblos  cruzaba entre los cotos pertenecientes a Celanova de la Vestiaria y Arnoya. También fueron donadas varias aldeas al monasterio de Celanova, como San Lourenzo de Fustáns.
La zona estaba cruzada por un camino Real que desde Arnoya pasaba por O Val (y su santuario) bajaba por Poulo y conectaba con Celanova y Pontedeva respectivamente.

## Geografía humana

### Demografía
Cuenta con una población de 664 habitantes (INE 2024).

#### Municipio
| Gráfica de evolución demográfica de Gomesende entre 1842 y 2021                                                       |
| |
| Población de derecho según los censos de población del INE. Población de hecho según los censos de población del INE. |

#### Lugar
| Gráfica de evolución demográfica de Gomesende (lugar) entre 2000 y 2022 |
|                                                                         |
| Datos según el nomenclátor publicado por el INE.                        |

### Organización territorial
El municipio está formado por sesenta y ocho entidades de población distribuidas en seis parroquias:
- A Guía (Santa María)
- El Pao[6] (Santa María)[8]
- Fustanes[6] (San Lorenzo)[9]
- O Val (Santa María)
- Penosiños (San Salvador)
- Poulo (San Pedro)

## Patrimonio
La mayoría de lo que se conserva es arquitectura religiosa en forma de iglesias y capillas, sobre todo las dieciochescas de Poulo y San Lourenzo de Fustáns, ambas del siglo XVIII, ambas patrocinadas por señores feudales, laicos y religiosos, así como el santuario de O Val, iglesia semiconstruida que servía de lugar de paso en el camino real y santuario de sacerdotes retirados que querían vivir como anacoretas.